# Reattivi di Grignard
I reattivi di Grignard, o composti di Grignard, sono dei composti metallorganici di formula generale R-Mg-X, dove R rappresenta un radicale alchilico ed X un generico alogeno. Tali composti prendono il nome dal chimico francese Victor Grignard, Premio Nobel 1912, che ne studiò le proprietà.

## Sintesi
I reattivi di Grignard si formano in seguito alla reazione in ambiente anidro ed opportunamente catalizzata o con tetraidrofurano (THF) oppure in etere dietilico tra il magnesio metallico suddiviso in trucioli per aumentare la superficie di contatto, e gli alogenuri alchilici o arilici:
{\displaystyle {\ce {R-X + Mg -> R-MgX}}}

## Reattività
I composti di Grignard sono specie chimiche molto reattive in grado di reagire con un'ampia gamma di sostanze, sia organiche che inorganiche, in particolare con tutti quei composti soggetti a reazioni di attacco nucleofilo, come ad esempio le aldeidi e i chetoni. L'estrema reattività dei composti di Grignard è dovuta alla natura polare del legame R-Mg, la cui nube elettronica si disloca prevalentemente sul primo carbonio del gruppo R direttamente legato all'atomo di magnesio; ne deriva l'instaurarsi di una parziale carica positiva (δ+) sull'atomo di magnesio ed una parziale carica negativa (δ−) sul carbonio del gruppo R, fattore accentuato anche dall'effetto elettron-attrattore dell'alogeno X. Il legame R-Mg è talmente polarizzato da poter essere considerato quasi ionico, da cui si può assumere l'esistenza in soluzione del carboanione R−, nucleofilo altamente reattivo.

### Reazioni
I composti di Grignard reagiscono vivacemente con acqua, dando la formazioni di alcani di formula R-H:
{\displaystyle {\ce {R-MgX + H2O -> R-H + HO-MgX}}}
Non possono quindi esistere in ambiente acquoso, ragion per cui ogni reazione che prevede l'utilizzo di un reattivo di Grignard deve avvenire in ambiente rigorosamente anidro, solo successivamente idratato con una soluzione acquosa a pH acido (per catalizzare la reazione) per allontanare HO-MgX.
Reazione con anidride carbonica, con formazione di acidi carbossilici:
R-MgX + CO2 → R-COOMgX
R-COOMgX + H2O → R-COOH + HO-MgX
Reazione con aldeidi e chetoni, con rispettiva formazione di alcoli secondari e terziari:
R-MgX + R'-CHO → RR'CH-O-MgX 
RR'CH-O-MgX + H2O →  RR'CH-OH + HO-MgX
R-MgX + R'-CO-R'' → RR'R''C-O-MgX 
RR'R''C-O-MgX + H2O →  RR'R''C-OH + HO-MgX
Reazione con esteri:
R-MgX + R'-CO-O-R'' → R-CO-R' + R''-O-MgX
R-CO-R' + R''-O-MgX + H2O → RRR'C-OH + R''-OH + HO-MgX
Reazione con nitrili:
R-MgX + R'-C≡N → RR'C=N-MgX
RR'C=N-MgX + 2H2O → R-CO-R' + NH3 + HO-MgX
Dato che i prodotti della reazione stessa possono a loro volta reagire con il reattivo di Grignard, si rende quasi sempre opportuno lavorare in difetto di quest'ultimo o adottare accorgimenti che portino all'isolamento del prodotto prima che questi possa reagire ulteriormente.